# Johannes-Nepomuk-Statue (Museumsplatz)

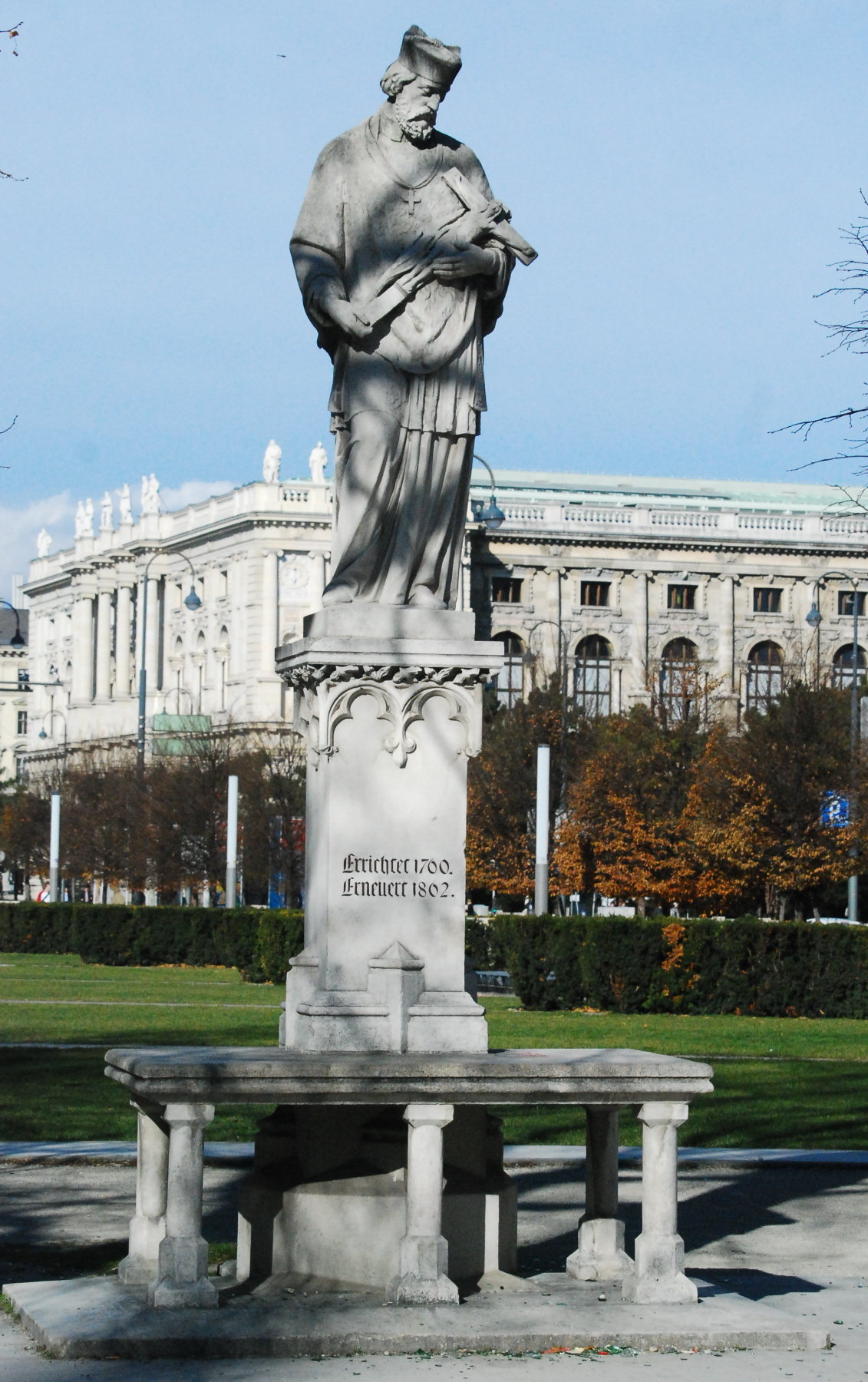
Johannes Nepomuk auf dem Museumsplatz

Die Johannes-Nepomuk-Statue auf dem Museumsplatz (vormals Messeplatz) bei der Mariahilfer Straße im 7. Wiener Gemeindebezirk Neubau ist eine der zahlreichen Darstellungen des heiligen Johannes Nepomuk in Wien. Die Statue steht unter Denkmalschutz (Listeneintrag).

## Geschichte
Die bisherigen Informationen über die Statue des heiligen Johannes Nepomuk auf dem Museumsplatz bei der U-Bahn-Station Museumsquartier besagten, dass diese laut der Inschrift im Sockel 1760 errichtet und 1862 erneuert worden sei. Forschungen des Bundesdenkmalamtes über das k.k. Oberststallmeisteramt brachten auch die zuvor unbekannte Geschichte der Statue zu Tage.

### Gegenwärtige Statue
Wegen der geplanten Errichtung der sogenannten Lastenstraße, die den Schwerverkehr, dem das Befahren der Wiener Ringstraße verboten war, aufnehmen sollte, war geplant, die vor den Hofstallungen stehende Johannes-Nepomuk-Statue an einen anderen Standort zu versetzen. Wegen des schlechten Zustands dieser Statue erschien dem Oberststallmeister Karl Ludwig Graf Grünne dieses Vorhaben aber nicht sinnvoll.
Nach der Bestimmung des neuen Standortes vor dem südlichen Seitentor der Hofstallungen wurden von Grünner Anton Dominik von Fernkorn mit der Anfertigung einer neuen Statue und Josef Andreas Kranner mit der Errichtung des Postaments beauftragt. Finanziert wurde das Vorhaben vermutlich durch eine Spendensammlung unter den Bediensteten der Hofstallungen.
Die Statue des Heiligen wurde am 8. November 1862 aufgestellt. Die feierliche Einweihung erfolgte aber vermutlich erst am 16. Mai 1863, dem Namenstag Johannes Nepomuks.

### Johannes-Nepomuk-Statue von Kladruby
Das tatsächliche Alter der ersten Johannes-Nepomuk-Statue vor den Hofstallungen in Wien lässt sich nicht ermitteln. Ob die auf dem Sockel der neu errichteten Statue angegebene Jahreszahl 1760 auf einer willkürliche Schätzung oder unterdessen verlorenen Informationen beruht, ist nicht bekannt.
Ende 1862 plante Oberststallmeister Karl Ludwig Graf Grünne, die alte Statue der Stadt Wien für eine „Sammlung monumentaler Baufragmente Alt Wiens“ zu überlassen. Nach Restaurierungsarbeiten wurde die Statue Johannes Nepomuks jedoch an der Straße vom Nationalgestüt Kladruby nad Labem zur Elbe an einem kleinen Kanal aufgestellt. Anlass für diesen Gesinnungswandel war vermutlich ein Elbehochwasser, das Ende 1862 große Schäden in der Region angerichtet hatte.